# 1. Badminton-Bundesliga

Die 1. Badminton-Bundesliga ist die höchste für deutsche Badminton-Spieler erreichbare Spielklasse.

Die Badminton-Bundesliga ist die höchste Spielklasse im Badminton in Deutschland. In ihr wird der deutsche Mannschaftsmeister ermittelt. Mannschaftsmeisterschaften werden seit der Saison 1956/1957 ausgetragen, anfangs jedoch nicht in Ligaform, sondern als Finalrunde mit in regionalen Vorausscheidungen ermittelten Vertretern. Erst 1971/1972 erfolgte die Gründung der Bundesliga, in welcher seit dieser Zeit fast immer acht Mannschaften spielen. Von 1997 bis 2002 wurde die Liga auf zehn bzw. neun Mannschaften erweitert. In den Saisons 2011/2012 bis 2015/2016 galten einige neue Regeln. So wurde die Liga von 8 auf 10 Mannschaften aufgestockt, der 2. und 3. der Vorrunde spielten ein Halbfinale, um dann beim Sieger der Vorrunde die Deutsche Mannschaftsmeisterschaft auszuspielen. Darüber hinaus wurde die Anzahl der Spiele von 8 auf 6 Spiele pro Begegnung gesenkt (das 2. Herrendoppel und das 3. Herreneinzel fielen weg). Seit der 2016/2017 wird das 2. Herrendoppel wieder gespielt (es kann also bei 7 Spielen pro Begegnung kein Unentschieden geben) und eine neue Zählweise wurde eingeführt. Dabei werden statt bisher 2 Gewinnsätze bis 21 nun 3 Gewinnsätze bis 11 gespielt. Ab diesem Jahr spielen der 3. gegen den 6. und der 4. und 5. der Vorrunde um die zwei Plätze neben den besten beiden der Vorrunde in einem Final-Four-Turnier, in dem der neue Deutsche Mannschaftsmeister ermittelt wird. Der Titelträger wurde von 1991 bis 2016 nach Abschluss der Hin- und Rückrunde im Play-off-Modus ermittelt. In diesen Play-off-Runden fanden bis 2011 Halbfinalspiele zwischen dem Erst- und Viertplatzierten sowie dem Zweit- und Drittplatzierten der Hin- und Rückrunde statt. Die Sieger der Semifinale (anfangs im Modus Best-of-Five, später im Modus Best-of-Three) spielten den Deutschen Meistertitel aus. In den ersten Jahren wurde dieser Finalkampf ebenfalls als Best-of-Serie ausgetragen, mittlerweile gab es nur noch ein Hin- und Rückspiel. Die Verlierer der Halbfinalspiele spielten  den dritten Platz nicht aus, so dass es in jeder Bundesligasaison zwei drittplatzierte Vereine gibt. Diese Situation ist vergleichbar mit den Jahren vor Gründung der Liga bis 1971. In dieser Zeit ermittelten die regionalen Meister in einer Finalrunde den deutschen Titelträger. Die Finalrunde wurde in zwei Gruppen aufgeteilt, und die Sieger der Gruppen trugen das Endspiel um den Hans-Riegel-Pokal des Deutschen Mannschaftsmeisters aus. Platzierungsspiele erfolgten größtenteils nicht, so dass es auch in den Anfangsjahren der Titelkämpfe zu zwei Bronzeplätzen kam.

## Endspiele 1957 bis 1971
| Jahr | Datum  | Ort                   | Sieger                 | Zweiter              | Spielergebnis      |
| ---- | ------ | --------------------- | ---------------------- | -------------------- | ------------------ |
| 1957 | 18.05. | Hamburg               | 1. DBC Bonn            | Hamburger SV         | 10:1               |
| 1958 | 11.05. | Ohligs                | STC Blau-Weiß Solingen | Hannover 96          | 10:1               |
| 1959 | 10.05. | Bonn                  | 1. DBC Bonn            | Merscheider TV       | 7:4                |
| 1960 | 15.05. | Bonn                  | 1. DBC Bonn            | VfB Lübeck           | 7:4                |
| 1961 | 14.05. | Bonn                  | 1. DBC Bonn            | VfB Lübeck           | 7:4                |
| 1962 | 20.05. | Bonn                  | MTV München von 1879   | VfB Lübeck           | 5:3                |
| 1963 | 26.05. | Lübeck                | VfB Lübeck             | MTV München von 1879 | 5:3                |
| 1964 | 31.05. | München               | MTV München von 1879   | VfL Bochum           | 6:2                |
| 1965 | 09.05. | Hamburg               | MTV München von 1879   | 1. Wiesbadener BC    | 7:1                |
| 1966 | 15.05. | Berlin-Charlottenburg | MTV München von 1879   | 1. BV Mülheim        | 7:1                |
| 1967 | 07.05. | München               | MTV München von 1879   | 1. DBC Bonn          | 5:3                |
| 1968 | 05.05. | München               | 1. BV Mülheim          | MTV München von 1879 | 4:4 (9:9, 214:203) |
| 1969 | 04.05. | Uerdingen             | 1. BV Mülheim          | MTV München von 1879 | 5:3                |
| 1970 | 03.05. | Mülheim               | 1. BV Mülheim          | MTV München von 1879 | 5:3                |
| 1971 | 09.05. | München               | 1. BV Mülheim          | MTV München von 1879 | 5:3                |

## Die Meister und Platzierten
| Saison    | Erster | Zweiter | Dritter | Dritter |
| --------- | --- | --- | --- | --- |
| 1956/1957 | 1. DBC Bonn (Jap Tjiang Beng, Ralf Caspary, Günter Ropertz, Hans Eschweiler, Luise Schmitz, Rosemarie Krämer) | Hamburger SV (Mogens Buine-Andersen, Rolf Erpel, Carl Schneider, Chandrakar Bhatlekar, Inge Mundt, Gerda Zimpel, Hans-Jürgen Pickartz) | UF Harrislee (Horst Willhöft, Ernst Thomson, Johann Kellner, Harald Duggen, Christel Jürgensen, Elke Jensen) | STC Blau-Weiß Solingen (Heinz Koch, Kurt Veller, Erich Rakowski, Walter Ern, Hannelore Schmidt, Gisela Ellermann) |
| 1957/1958 | STC Blau-Weiß Solingen (Heinz Koch, Kurt Veller, Erich Rakowski, Walter Ern, Hannelore Schmidt, Gisela Ellermann) | Hannover 96 (Gerhard Marsberg, Günther Haack, Manfred Gatzke, Harbhajan Singh, Rosemarie Marx, Gertrud Schmitz) | 1. DBC Bonn (Jap Tjiang Beng, B. Parulka, Hans Eschweiler, Günter Ropertz, Frau Seibold, Luise Schmitz) | SSV Ulm 1846 (Herr Frick, Herr Kulisch, Herr Ifland, Herr Zettler, Frau Brenner, Frau Sträberle) |
| 1958/1959 | 1. DBC Bonn (Günter Ropertz, Walter Stuch, Ralf Caspary, Kurt Hennes, Luise Schmitz, Gunhild Scholz) | Merscheider TV (Klaus Dültgen, Konrad Hapke, Dieter Füllbeck, Jürgen Koch, Gitti Neuhaus, Karin Grego) | MTV München von 1879 (Tan Peng Lian, Herr Oey, Wolfgang Blümel, Karl Bubel, Evi Wagatha, Frau Memminger) | VfB Lübeck (Soedarjo, Willy Suhrbier, Hans Hennen, Herr Schlemeier, Bärbel Wichmann, Anneli Hennen) |
| 1959/1960 | 1. DBC Bonn (Ralf Caspary, Walter Stuch, Kurt Hennes, Jap Tjiang Beng, Günter Ropertz, Luise Schmitz, Gunhild Scholz, Ute Harlos, Marlies Caspary) | VfB Lübeck (Jürgen Jipp, Manfred Puck, Willy Suhrbier, Ulrich Adler, Bärbel Wichmann, Anneli Hennen) | MTV München von 1879 (Herr Oey, Wolfgang Blümel, Karl Bubel, Rupert Liebl, Evi Wagatha, Heidi Bichler) | Merscheider TV (Klaus Dültgen, Konrad Hapke, Dieter Füllbeck, Jürgen Koch, Karin Grego, Gitti Neuhaus) |
| 1960/1961 | 1. DBC Bonn (Ralf Caspary, Walter Stuch, Kurt Hennes, Jap Tjiang Beng, Günter Ropertz, Luise Schmitz, Gunhild Scholz, Ute Harlos, Marlies Caspary) | VfB Lübeck (Jürgen Jipp, Manfred Puck, Willy Suhrbier, Ulrich Adler, Bärbel Wichmann, Anneli Hennen) | Merscheider TV (Klaus Dültgen, Konrad Hapke, Dieter Füllbeck, Jürgen Koch, Gitti Neuhaus, Karin Grego) | MTV München von 1879 (Rupert Liebl, Wolfgang Blümel, Karl Bubel, Günter Ledderhos, Heide Bichler, Renate Uschold) |
| 1961/1962 | MTV München von 1879 (Gunther Rathgeber, Gerö Maier, Günter Ledderhos, Rupert Liebl, Heide Bichler, Renate Uschold, Christine Fuchs) | VfB Lübeck (Jürgen Jipp, Uwe Schicktanz, Ulrich Adler, Willy Suhrbier, Manfred Puck, Anneli Hennen, Annegret Böhme) | 1. DBC Bonn (Ralf Caspary, Kurt Hennes, Walter Huyskens, Günter Kirch, Klaus Walter, Ursula Verhoeven, Gerda Schumacher) | Merscheider TV (Klaus Dültgen, Konrad Hapke, Dieter Füllbeck, Hartmut Meis, Peter Besken, Heide Hau, Gitti Neuhaus) |
| 1962/1963 | VfB Lübeck (Jürgen Jipp, Ulrich Adler, Uwe Schicktanz, Manfred Puck, Anneli Hennen, Bärbel Wichmann) | MTV München von 1879 (Franz Beinvogl, Günter Ledderhos, Siegfried Betz, Rupert Liebl, Ursula Verhoeven, Anke Witten) | 1. DBC Bonn (Walter Huyskens, Günter Kirch, Klaus Walter, Helmuth Niederhoff, Gerda Schumacher, Ute Steinwald) | 1. Wiesbadener BC (Klaus-Dieter Framke, Uwe Jacobsen, Manfred Fulle, Munzlinger, M. Geist, Edeltraud Geist, Lohmann) |
| 1963/1964 | MTV München von 1879 (Franz Beinvogl, Günter Ledderhos, Siegfried Betz, Rupert Liebl, Ursula Verhoeven, Anke Witten) | VfL Bochum (Friedhelm Wulff, Peter Birtel, Jürgen Mainzer, Rolf Czajka, Horst Schmidt, Karin Willkner, Margarete Burkhardt) | VfB Lübeck (Ulrich Adler, Jürgen Jipp, Uwe Schicktanz, Manfred Puck, Herr Bertold, Anneli Hennen, Helga Kofahl) | 1. BC Beuel (Karl Breitkopf, Toni Krämer, Walter Stuch, Paul Rolef, Lore Hawig, Luise Schmitz) |
| 1964/1965 | MTV München von 1879 (Franz Beinvogl, Siegfried Betz, Erich Eikelkamp, Günter Ledderhos, Reinhard Geppert, Ursula Verhoeven, Anke Witten) | 1. Wiesbadener BC (Klaus-Dieter Framke, Manfred Fulle, Peter Knack, Uwe Jacobsen, Lim, Edeltraud Geist, Rosel Filpe) | VfB Lübeck (Ulrich Adler, Uwe Schicktanz, Manfred Puck, Jürgen Jipp, Bärbel Rieckermann, Anneli Hennen) | BSC Rehberge 1945 (Manfred Hellwig, Gunther Rathgeber, Jürgen de Hass, Horst Klinger, Fritz Reichelt, Christel Simon, Helma Friese, Hannelore Trogisch) |
| 1965/1966 | MTV München von 1879 (Franz Beinvogl, Siegfried Betz, Rupert Liebl, Erich Eikelkamp, Heidi Menacher, Anke Witten) | 1. BV Mülheim (Gerhard Kucki, Horst Lösche, Klaus Tetenberg, Heinrich Schäfer, Heinz Wossowski, Karin Dittberner, Karin Schäfer) | 1. DBC Bonn (Wolfgang Bochow, Walter Huyskens, Klaus Walter, Günter Ropertz, Günter Kirch, Irmgard Latz, Gerda Schumacher) | BSC Rehberge 1945 (Jürgen de Haas, Gunther Rathgeber, Horst Klinger, Jürgen Sadewater, Hannelore Trogisch, Christel Simon, Ursula Puruckherr, Helma Friese, Heidi Bichler) |
| 1966/1967 | MTV München von 1879 (Franz Beinvogl, Siegfried Betz, Erich Eikelkamp, Rupert Liebl, Hans Sandager, Anke Witten, Lydia Ledderhos, Inge Mönch) | 1. DBC Bonn (Wolfgang Bochow, Klaus Walter, Walter Huyskens, Günther Kirch, Irmgard Latz, Gerda Schumacher) | VfB Lübeck (Jürgen Jipp, Manfred Puck, Jörg Holtz, Peter Welling, Bärbel Rieckermann, Anneli Hennen, Ilse-Brigitte Riekhof) | 1. BV Mülheim (Gerhard Kucki, Horst Lösche, Heinrich Schäfer, Heinz Wossowski, Karin Dittberner, Karin Schäfer) |
| 1967/1968 | 1. BV Mülheim (Gerhard Kucki, Horst Lösche, Heinz-Jürgen Fischer, Heinz Wossowski, Karin Dittberner, Karin Schäfer) | MTV München von 1879 (Franz Beinvogl, Siegfried Betz, Erich Eikelkamp, Rupert Liebl, Anke Witten, Heidi Menacher) | BSC Rehberge 1945 (Gunther Rathgeber, Jürgen de Haas, Jürgen Sadewater, Armin Munzlinger, Ursula Puruckherr, Helma Friese) | 1. DBC Bonn (Wolfgang Bochow, Lothar Gäde, Walter Huyskens, Horst Schmitz, Irmgard Latz, Gerda Schumacher) |
| 1968/1969 | 1. BV Mülheim (Gerhard Kucki, Horst Lösche, Karl-Heinz Garbers, Heinz Wossowski, Kurt Link, Heinz-Jürgen Fischer, Karin Dittberner, Karin Schäfer) | MTV München von 1879 (Siegfried Betz, Erich Eikelkamp, Rupert Liebl, Franz Beinvogl, Anke Witten, Inge Mönch, Lydia Ledderhos) | BSC Rehberge 1945 (Jürgen Sadewater, Gunther Rathgeber, Armin Munzlinger, Ursula Puruckherr) | 1. BC Beuel (Roland Maywald, Manfred Merz, Karl Weiland, Horst Hoppe, Karl Breitkopf, Marieluise Wackerow, Gudrun Ziebold) |
| 1969/1970 | 1. BV Mülheim (Gerhard Kucki, Horst Lösche, Karl-Heinz Garbers, Heinz-Jürgen Fischer, Karin Dittberner, Karin Schäfer) | MTV München von 1879 (Franz Beinvogl, Erich Eikelkamp, Siegfried Betz, Rupert Liebl, Herr Knapp, Anke Betz, Inge Mönch) | PSV Grün-Weiß Wiesbaden (Torsten Winter, Jürgen Stock, Jochen Stahl, Horst Kuhlemann, Rosel Drolsbach, Herma Aliari) | 1. BC Beuel (Roland Maywald, Horst Hoppe, Manfred Merz, Karl Weiland, Ulli Schäfers, Gudrun Ziebold, Marieluise Wackerow, Helga Fischer) |
| 1970/1971 | 1. BV Mülheim (Gerhard Kucki, Horst Lösche, Karl-Heinz Garbers, Kurt Link, Karin Dittberner, Karin Schäfers, Karin aus dem Siepen) | MTV München von 1879 (Franz Beinvogl, Erich Eikelkamp, Siegfried Betz, Günter Ledderhos, Anke Betz, Inge Mönch) | PSV Grün-Weiß Wiesbaden (Hugo Wilmes, Torsten Winter, Jürgen Stock, Rosel Drolsbach, Herma Aliari) | 1. BC Beuel (Manfred Merz, Roland Maywald, Karl Weiland, Alfred Kreutzberg, Marieluise Wackerow, Gunhild Scholz) |
| 1971/1972 | 1. BV Mülheim (Gerhard Kucki, Horst Lösche, Karl-Heinz Garbers, Kurt Link, Werner Oberem, Walter Köhler, Karin Kucki, Karin aus dem Siepen, Antonie Schwabe, Karin Schäfers, Gabriele Lösche) | 1. BC Beuel (Roland Maywald, Alfred Kreutzberg, Karl-Heinz Zwiebler, Reiner Wodey, Reinhard Wolber, Marieluise Wackerow, Eva-Maria Kranz, Helga Maywald) | PSV Grün-Weiß Wiesbaden (Torsten Winter, Jürgen Stock, Hugo Wilmes, Horst Kuhlemann, Herma Aliari, Rosel Drolsbach) | – |
| 1972/1973 | 1. BV Mülheim (Gerhard Kucki, Horst Lösche, Karl-Heinz Garbers, Kurt Link, Walter Köhler, Karin Kucki, Karin aus dem Siepen, Antonie Schwabe, Karin Schäfers) | 1. BC Beuel (Roland Maywald, Alfred Kreutzberg, Karl-Heinz Zwiebler, Reiner Wodey, Reinhard Wolber, Marieluise Zizmann, Eva-Maria Kranz, Helga Maywald) | PSV Grün-Weiß Wiesbaden (Torsten Winter, Jürgen Stock, Hugo Wilmes, Horst Kuhlemann, Rosel Drolsbach, Herma Aliari) | – |
| 1973/1974 | 1. BV Mülheim (Gerhard Kucki, Horst Lösche, Karl-Heinz Garbers, Kurt Link, Peter Schwabe, Karin Kucki, Antonie Schwabe, Karin Schäfers) | 1. BC Beuel (Roland Maywald, Karl-Heinz Zwiebler, Alfred Kreutzberg, Reiner Wodey, Reinhold Wolber, Rolf Zizmann, Marieluise Zizmann, Eva-Maria Kranz, Helga Maywald) | Merscheider TV (Hans-Dietrich Emmers, Konrad Hapke, Klaus Gorholt, Horst Schmitz, Gudrun Ziebold, Tonny Pannemans) | – |
| 1974/1975 | 1. BV Mülheim (Gerhard Kucki, Horst Lösche, Karl-Heinz Garbers, Kurt Link, Karin Kucki, Karin aus dem Siepen, Antonie Schwabe, Karin Schäfers) | 1. BC Beuel (Roland Maywald, Karl-Heinz Zwiebler, Alfred Kreutzberg, Reiner Wodey, Rolf Zizmann, Marieluise Zizmann, Eva-Maria Kranz) | TuS Wiebelskirchen (Arno Schley, Rupert Lebmeier, Helmut Streit, Karl Geisler, Vera Martini, Monika Schönsteiner) | – |
| 1975/1976 | 1. BV Mülheim (Gerhard Kucki, Michael Schnaase, Horst Lösche, Karl-Heinz Garbers, Kurt Link, Peter Schwabe, Karin Kucki, Marie-Luise Schulta, Antonie Schwabe, Karin Schäfers) | 1. BC Beuel (Roland Maywald, Karl-Heinz Zwiebler, Reiner Wodey, Rolf Zizmann, Marieluise Zizmann, Eva-Maria Kranz) | PSV Grün-Weiß Wiesbaden (Torsten Winter, Hugo Wilmes, Werner Dietz, Olaf Rosenow, Jutta Vogel, Rosel Drolsbach) | – |
| 1976/1977 | 1. BV Mülheim (Gerhard Kucki, Michael Schnaase, Horst Lösche, Karl-Heinz Garbers, Kurt Link, Karin Kucki, Marie-Luise Schulta, Antonie Schwabe, Karin aus dem Siepen) | TuS Wiebelskirchen (Karl Geisler, Arno Schley, Helmut Streit, Georg Simon, Juniarto Suhandinata, Vera Martini, Ingeborg Schley, Monika Peiffer) | 1. BC Beuel (Roland Maywald, Karl-Heinz Zwiebler, Reiner Wodey, Alfred Kreutzberg, Rolf Zizmann, Marieluise Zizmann, Eva-Maria Kranz, Helga Maywald) | – |
| 1977/1978 | 1. BV Mülheim (Gerhard Kucki, Michael Schnaase, Horst Lösche, Karl-Heinz Garbers, Kurt Link, Udo Krückels, Karin Kucki, Marie-Luise Schulta-Jansen, Antonie Schwabe) | TuS Wiebelskirchen (Karl Geisler, Arno Schley, Helmut Streit, Georg Simon, Juniarto Suhandinata, Vera Martini, Ingeborg Schley, Monika Peiffer) | 1. BC Beuel (Roland Maywald, Karl-Heinz Zwiebler, Reiner Wodey, Ulli Morsbach, Rolf Zizmann, Eva-Maria Kranz, Marieluise Zizmann) | – |
| 1978/1979 | 1. BV Mülheim (Gerhard Kucki, Michael Schnaase, Horst Lösche, Karl-Heinz Garbers, Udo Krückels, Werner Oberem, Karin Kucki, Marie-Luise Schulta-Jansen, Antonie Schwabe) | TuS Wiebelskirchen (Georg Simon, Arya Aslim, Karl Geisler, Wolfgang Reinhart, Robert Sathisdy, Vera Martini, Monika Peiffer) | 1. BC Beuel (Roland Maywald, Karl-Heinz Zwiebler, Reiner Wodey, Rolf Zizmann, Eva-Maria Zwiebler, Helga Maywald) | – |
| 1979/1980 | 1. BV Mülheim (Gerhard Kucki, Michael Schnaase, Horst Lösche, Karl-Heinz Garbers, Udo Krückels, Karin Kucki, Marie-Luise Schulta-Jansen, Antonie Schwabe) | VfL Wolfsburg (Hans Werner Niesner, Harald Klauer, Ralf Würfel, Sanjay Sharma, Jamil Ansari, Dieter Wochele, Ingrid Morsch, Elke Weber, Rosemarie Wochele) | STC Blau-Weiß Solingen (Bernd Wessels, Ulrich Rost, Ruud Hartog, Jürgen Schnittert, Dirk Altenkirch, Jürgen Nees, Marlies Rixen, Heidi Krickhaus, Heide Konopatzki) | – |
| 1980/1981 | 1. BC Beuel (Karl-Heinz Zwiebler, Roland Maywald, Reiner Wodey, Gary Scott, Frank Thiel, Dieter Tholen, Marieluise Zizmann, Eva-Maria Zwiebler) | 1. BV Mülheim (Michael Schnaase, Horst Lösche, Gerhard Kucki, Karl-Heinz Garbers, Karin Kucki, Antonie Schwabe, Marie-Luise Schulta-Jansen) | STC Blau-Weiß Solingen (Bernd Wessels, Ulrich Rost, Jürgen Schnittert, Ruud Hartog, Jürgen Nees, Heidi Krickhaus, Ingrid Morsch) | – |
| 1981/1982 | 1. BC Beuel (Karl-Heinz Zwiebler, Roland Maywald, Reiner Wodey, Gary Scott, Wolfgang Schneider, Frank Thiel, Marieluise Zizmann, Eva-Maria Zwiebler) | TuS Wiebelskirchen (Arya Aslim, Bambang Dihardja, Karl Geisler, Georg Simon, Dieter Fuhrmann, Arno Schley, Vera Martini, Ingeborg Schley, Monika Peiffer) | 1. BV Mülheim (Gerhard Kucki, Karl-Heinz Garbers, Horst Lösche, Michael Schnaase, Udo Krückels, Marie-Luise Schulta-Jansen, Patricia Günther, Karin Kucki, Antonie Schwabe) | – |
| 1982/1983 | 1. DBC Bonn (Karl-Heinz Zwiebler, Roland Maywald, Gerhard Treitinger, Harald Klauer, Rolf Walbrück, Gabriele Splett, Eva-Maria Zwiebler) | TV Mainz-Zahlbach (Thomas Künstler, Stefan Frey, Jürgen Gebhardt, Olaf Rosenow, Mathias Klein, Mechtild Hagemann, Gabi Simon, Heike Gebhardt) | OSC 04 Rheinhausen (Rolf Heyer, Mathias Heger, Michael Ferlings, Joachim Schulz, Udo Kamperdicks, Ulrich Schäfers, Kirsten Schmieder, Karin Schäfers) | – |
| 1983/1984 | OSC 04 Rheinhausen (Serian Wiyatno, Joachim Schulz, Matthias Heger, Rolf Heyer, Michael Ferlings, Kirsten Schmieder, Petra Dieris-Wierichs) | TV Mainz-Zahlbach (Thomas Künstler, Stefan Frey, Jürgen Gebhardt, Mathias Klein, Olaf Rosenow, Mechtild Hagemann, Gabi Simon, Heike Gebhardt, Antje Schwarz) | 1. DBC Bonn (Karl-Heinz Zwiebler, Roland Maywald, Harald Klauer, Rolf Walbrück, Axel Schönfelder, Gabriele Splett, Eva-Maria Zwiebler, Dorett Hökel) | – |
| 1984/1985 | TV Mainz-Zahlbach (Thomas Künstler, Stefan Frey, Jürgen Gebhardt, Mathias Klein, Olaf Rosenow, Mechtild Hagemann, Gabi Simon) | 1. DBC Bonn (Karl-Heinz Zwiebler, Roland Maywald, Harald Klauer, Armin Hartmann, Eva-Maria Zwiebler, Dorett Hökel, Brigitte Fassbender) | OSC 04 Rheinhausen (Udo Kamperdicks, Joachim Schulz, Matthias Heger, Rolf Heyer, Michael Ferlings, Kirsten Schmieder, Petra Dieris-Wierichs, Karin Schäfers) | – |
| 1985/1986 | TV Mainz-Zahlbach (Thomas Künstler, Stefan Frey, Jürgen Gebhardt, Mathias Klein, Mechtild Hagemann, Cathrin Hoppe, Heike Gebhardt) | 1. DBC Bonn (Karl-Heinz Zwiebler, Harald Klauer, Armin Hartmann, Jörg Diehl, Eva-Maria Zwiebler, Dorett Hökel) | FC Bayer 05 Uerdingen (Michael Ferlings, Ralf Rausch, Christian Diekmann, Dietmar Fußhöller, Hans-Jörg Kaib, Roger Green, Christiane Ruß, Susanne Altmann) | - |
| 1986/1987 | TV Mainz-Zahlbach (Thomas Künstler, Jürgen Gebhardt, Stefan Frey, Matthias Klein, Olaf Rosenow, Mechtild Hagemann, Cathrin Hoppe) | SV Fortuna Regensburg (Gerhard Treitinger, Klaus Treitinger, Wolfgang Heyer, Michael Horneber, Markus Keck, Birgit Schilling, Anne-Katrin Seid) | TTC Brauweiler 1948 (Guido Schänzler, Markus Türnich, Stephan Kuhl, Robert Neumann, Wolfgang Bochow, Petra Dieris-Wierichs, Kirsten Schmieder, Karin Schäfers) | – |
| 1987/1988 | 1. DBC Bonn (Harald Klauer, Detlef Poste, Volker Renzelmann, Rolf Rüsseler, Jörg Diehl, Armin Hartmann, Dorett Hökel, Elke Schrick, Christiane Ruß) | TV Mainz-Zahlbach (Thomas Künstler, Stefan Frey, Matthias Klein, Jürgen Gebhardt, Mechtild Hagemann, Cathrin Hoppe) | SV Fortuna Regensburg (Gerhard Treitinger, Klaus Treitinger, Markus Keck, Michael Horneber, Wolfgang Heyer, Birgit Schilling, Anne-Katrin Seid, Uschi Simon, Cornelia Lohmer) | – |
| 1988/1989 | FC Langenfeld (Stephan Kuhl, Robert Neumann, Uwe Scherpen, Peter Wolf, Frank Hochstrate, Rolf Heyer, Kirsten Schmieder, Kerstin Ubben, Stefanie Rommerskirchen) | SV Fortuna Regensburg (Markus Keck, Gerhard Treitinger, Klaus Treitinger, Armin Hartmann, Michael Treitinger, Dirk Theis, Rainer Fischer, Anne-Katrin Seid, Birgit Schilling, Elke Drews) | 1. DBC Bonn (Harald Klauer, Volker Renzelmann, Detlef Poste, Stefan Eickhoff, Uwe Kreuzer, Werner Zimmermann, Christiane Ruß, Dorett Hökel, Karola Ruß) | – |
| 1989/1990 | SV Fortuna Regensburg (Markus Keck, Gerhard Treitinger, Klaus Treitinger, Michael Keck, Michael Deuerling, Anne-Katrin Seid, Elke Drews, Birgit Schilling) | FC Langenfeld (Stephan Kuhl, Robert Neumann, Uwe Scherpen, Peter Wolf, Kai Jeromin, Kirsten Schmieder, Kerstin Ubben) | TuS Wiebelskirchen (Volker Eiber, Bernd Schwitzgebel, Uwe Ossenbrink, Stefan Maus, Joachim Resch, Guan-Piero Vargiu, Katrin Schmidt, Heike Erler, Annette Geisler) | – |
| 1990/1991 | TuS Wiebelskirchen (Guido Schänzler, Bernd Schwitzgebel, Chen Jin, Michael Helber, Uwe Ossenbrink, Stefan Maus, Guan Piere Vargiu, Katrin Schmidt, Heike Erler, Annette Geisler, Sigrid Bleymehl-Schley) | FC Bayer 05 Uerdingen (Volker Eiber, Ralf Rausch, Michel Ferlings, Kai Mitteldorf, Christian Diekmann, Christine Skropke, Petra Dieris-Wierichs) | FC Langenfeld (Robert Neumann, Uwe Scherpen, Andreas Schmidt, Peter Wolf, Andreas Schabert, Oliver Jacob, Monika Cassens, Kirsten Schmieder, Kerstin Ubben, Stefanie Rommerskirchen) | SV Fortuna Regensburg (Michael Keck, Markus Keck, Klaus Treitinger, Gerhard Treitinger, Michael Deuerling, Dieter Frick, Anne-Katrin Seid, Elke Drews, Birgit Schilling, Mira Sundari) |
| 1991/1992 | TuS Wiebelskirchen (Guido Schänzler, Bernd Schwitzgebel, Chen Jin, Michael Helber, Uwe Ossenbrink, Katrin Schmidt, Heike Erler, Annette Geisler, Yan Cheng) | SV Fortuna Regensburg (Markus Keck, Michael Keck, Klaus Treitinger, Frank Weber, Anne-Katrin Seid, Mira Sundari) | FC Langenfeld (Robert Neumann, Wang Xu Yang, Uwe Scherpen, Peter Wolf, Oliver Pongratz, Kirsten Schmieder, Andrea Findhammer, Monika Cassens) | SSV Heiligenwald (Yoseph Phoa, Iguh Donolego, Franz-Josef Müller, Thomas Berger, Dirk Wagner, Martin Kranitz, Tanja Münch, Tanja Lorenz, Kirsten Sprang) |
| 1992/1993 | FC Bayer 05 Uerdingen (Detlef Poste, Volker Eiber, Kai Mitteldorf, Volker Renzelmann, Christian Diekmann, Christine Skropke, Petra Dieris-Wierichs, Eline Coene) | TuS Wiebelskirchen (Guido Schänzler, Bernd Schwitzgebel, Chen Jin, Kim Brodersen, Uwe Ossenbrink, Katrin Schmidt, Heike Erler, Annette Geisler) | SSV Heiligenwald (Yoseph Phoa, Iguh Donolego, Dirk Wagner, Thomas Berger, Martin Kranitz, Jürgen Bühler, Nicole Grether, Jeanette Kuhl, Claudia Kolling, Petra Woll, Kerstin Krause) | FC Langenfeld (Robert Neumann, Wang Xu Yang, Oliver Pongratz, Peter Wolf, Uwe Scherpen, Andrea Findhammer, Karen Stechmann, Katja Schulz) |
| 1993/1994 | FC Bayer 05 Uerdingen (Volker Eiber, Kai Mitteldorf, Detlef Poste, Volker Renzelmann, Anders Nielsen, Christine Skropke, Petra Dieris-Wierichs, Eline Coene) | FC Langenfeld (Robert Neumann, Mike Joppien, Michael Keck, Oliver Pongratz, Wang Xu Yang, Heidi Dössing, Karen Stechmann) | OSC Düsseldorf (Franz-Josef Müller, Li Ang, Stephan Kuhl, Guido Fox, Holger Behrens, Frank Heuwing, Nicole Baldewein, Kerstin Ubben) | TuS Wiebelskirchen (Stefan Maus, Uwe Ossenbrink, Chen Jin, Guntur Hariono, Thomas Wurm, Katrin Schmidt, Heike Erler, Annette Geisler) |
| 1994/1995 | FC Bayer 05 Uerdingen (Chris Bruil, Kai Mitteldorf, Detlef Poste, Volker Renzelmann, Niels Christian Kaldau, Klaus Fallenstein, Eline Coene, Christine Skropke, Andrea Findhammer) | SSV Heiligenwald (Darren Hall, Martin Kranitz, Michael Keck, Thomas Berger, Dirk Wagner, Hermawan Susanto, Joanne Davies, Nicole Grether) | TuS Wiebelskirchen (Guntur Hariono, Chen Jin, Marek Bujak, Thomas Wurm, Joko Suprianto, Stefan Maus, Heryanto Arbi, Katrin Schmidt, Heike Franke, Annette Geisler) | FC Langenfeld (Robert Neumann, Wang Xu Yang, Mike Joppien, Oliver Pongratz, Ardy Wiranata, Markus Ewald, Heidi Dössing, Karen Stechmann) |
| 1995/1996 | SSV Heiligenwald (Hermawan Susanto, Martin Lundgaard Hansen, Martin Kranitz, Thomas Berger, Dirk Wagner, Erica van den Heuvel, Michael Keck, Björn Decker, Darren Hall, Nicole Grether, Viola Rathgeber, Sandra Mann) | OSC Düsseldorf (Hu Zhilang, Xie Yangchun, Stephan Kuhl, Franz-Josef Müller, Li Ang, Dong Jiong, Lin Liwen, Patrick Günther, Nicole Baldewein, Kerstin Ubben, Tanja Münch) | FC Langenfeld (Dharma Gunawi, Christian Mohr, Oliver Pongratz, Mike Joppien, Wang Xu Yang, Markus Ewald, Robert Neumann, Karen Stechmann, Heidi Dössing, Nicole Krause) | SC Bayer 05 Uerdingen (Volker Renzelmann, Detlef Poste, Chris Bruil, Kai Mitteldorf, Simon Archer, Volker Eiber, Eline Coene, Sandra Beißel, Christine Skropke) |
| 1996/1997 | BC Eintracht Südring Berlin (Peter Axelsson, Kai Mitteldorf, Jens Olsson, Pierre Pelupessy, Bram Fernardin, Conrad Hückstädt, Monique Hoogland, Catrine Bengtsson, Katja Michalowsky, Anja Weber) | SV Fortuna Regensburg (Michael Helber, Chris Hunt, John Quinn, Björn Siegemund, Martin Lundgaard Hansen, Colin Haughton, Klaus Treitinger, Steffan Pandya, Emma Chaffin, Julie Bradbury, Stefanie Müller, Tanya Groves, Julia Suchan, Sarah Hardaker) | VfB Friedrichshafen (Pär-Gunnar Jönsson, Henrik Bengtsson, Peter Knowles, Michael Pongratz, Wolf-Dieter Baier, Rehan Khan, Thomas Mayer, Peter Mayer, Claudia Vogelgsang, Felicity Gallup, Joanne Muggeridge, Bettina Mayer) | SC Bayer 05 Uerdingen (Simon Archer, Chris Bruil, Detlef Poste, Stephan Kuhl, Volker Renzelmann, Volker Eiber, Nicole Grether, Sandra Beißel, Eline Coene, Christine Skropke) |
| 1997/1998 | SC Bayer 05 Uerdingen (Simon Archer, Stephan Kuhl, Kenneth Jonassen, Chris Bruil, Andy Goode, Thomas Berger, Volker Eiber, Nicole Grether, Heidi Dössing, Eline Coene, Joanne Goode) | PSV Grün-Weiß Wiesbaden (Jon Holst-Christensen, Peter Rasmussen, Darren Hall, Yoseph Phoa, Arnd Vetters, Thomas Wapp, Lisbet Stuer-Lauridsen, Yoseph Phoa, Stefan Frey, Norman Eby, Heike Schönharting, Heike Franke) | BC Eintracht Südring Berlin (Rikard Magnusson, Jens Olsson, Peter Axelsson, Kai Mitteldorf, Bram Fernardin, Pierre Pelupessy, Thomas Finger, Ralf Reinhard, Torsten Ost, Catrine Bengtsson, Margit Borg, Monique Hoogland, Anja Weber, Annika Behnisch) | SV Fortuna Regensburg (Michael Helber, Chris Hunt, Björn Siegemund, Martin Lundgaard Hansen, Colin Haughton, John Quinn, Steffan Pandya, Thomas Hutzler, Nicol Pitro, Kelly Morgan, Stefanie Müller, Sarah Hardaker) |
| 1998/1999 | BC Eintracht Südring Berlin (Rikard Magnusson, Daniel Eriksson, Mikael Rosén, Bram Fernardin, Kai Mitteldorf, Jens Olsson, Margit Borg, Catrine Bengtsson, Anja Weber) | SV Fortuna Regensburg (Michael Helber, Björn Siegemund, Colin Haughton, Vladislav Druzhchenko, Chris Hunt, Steffan Pandya, Thomas Nirschl, Julia Suchan, Kelly Morgan, Nicol Pitro, Stefanie Müller) | FC Langenfeld (Pullela Gopichand, Christian Mohr, Andreas Wölk, Mike Joppien, Björn Joppien, Wang Xu Yan, Karen Stechmann, Judith Meulendijks, Sandra Beißel) | SC Bayer 05 Uerdingen (Kenneth Jonassen, Chris Bruil, Simon Archer, Stephan Kuhl, Thomas Berger, Volker Eiber, Heidi Eiber, Eline Bruil, Wiebke Schrempf, Nicole Grether) |
| 1999/2000 | BC Eintracht Südring Berlin (Jens Olsson, Sebastian Schmidt, Kristof Hopp, Mikael Rosén, Rikard Magnusson, Daniel Eriksson, Catrine Bengtsson, Margit Borg) | SC Bayer 05 Uerdingen (Kenneth Jonassen, Simon Archer, Chris Bruil, Rune Massing, Boris Reichel, Nicole Grether, Erica van den Heuvel) | SV Fortuna Regensburg (Michael Helber, Björn Siegemund, Chris Hunt, Vladislav Druzhchenko, Colin Haughton, Nicol Pitro, Stefanie Müller) | - |
| 2000/2001 | BC Eintracht Südring Berlin (Vladislav Druzhchenko, Rikard Magnusson, Torsten Ost, Jyri Aalto, Peter Axelsson, Jens Eriksen, Henrik Andersson, Bram Fernardin, Sebastian Schmidt, Kristof Hopp, Mikael Rosén, Catrine Bengtsson, Lotte Jonathans, Karina de Wit, Anja Weber, Margit Borg) | VfB Friedrichshafen (Niels Christian Kaldau, Xu Huaiwen, Lars Paaske, Nicol Pitro, Björn Siegemund, Claudia Vogelgsang, Ingo Kindervater, Bettina Mayer, Dennis Lens, Michael Fuchs, Peter Weinert, Falko Schmidt) | SC Bayer 05 Uerdingen (Simon Archer, Judith Meulendijks, Rune Massing, Nicole Grether, Chris Bruil, Rikke Olsen, Colin Haughton, Silke Gabriel, Kenneth Jonassen, Christine Skropke, Stephan Kuhl, Kristof Hopp, André Bertko, Jürgen Arnold) | – |
| 2001/2002 | SC Bayer 05 Uerdingen (Kenneth Jonassen, Kristof Hopp, Chris Bruil, Rune Massing, Rikke Olsen, Nicole Grether, Colin Haughton, Judith Meulendijks, Erica van den Heuvel, Christine Skropke, Silke Gabriel, Simon Archer, Jürgen Arnold, André Bertko, Stephan Kuhl) | VfB Friedrichshafen (Henrik Bengtsson, Tomas Johansson, Ingo Kindervater, Lars Paaske, Michael Pongratz, Björn Siegemund, Peter Weinert, Rasmus Wengberg, Xu Huaiwen, Bettina Mayer, Nicol Pitro, Claudia Vogelgsang) | PSV Grün-Weiß Wiesbaden (Mark Constable, Klaus Ebeling, Darren Hall, Michael Helber, Jon Holst-Christensen, Rexy Mainaky, Yoseph Phoa, Oliver Pongratz, Richard Vaughan, Arnd Vetters, Karina de Wit, Lotte Jonathans, Heike Laufer, Nicole Phoa, Nicole van Hooren) | BC Eintracht Südring Berlin (Vladislav Druzhchenko, Rikard Magnusson, Jyri Aalto, Henrik Andersson, Peter Axelsson, Mikael Rosén, Roland Kapps, Bram Fernardin, Anja Weber, Catrine Bengtsson, Julia Mann, Margit Borg) |
| 2002/2003 | SC Bayer 05 Uerdingen (Simon Archer, Rune Massing, Chris Bruil, Colin Haughton, Kenneth Jonassen, Stephan Kuhl, Kristof Hopp, André Bertko, Jürgen Arnold, Judith Meulendijks, Nicole Grether, Rikke Olsen, Silke Gabriel, Christine Skropke) | BC Eintracht Südring Berlin (Vladislav Druzhchenko, Rikard Magnusson, Jyri Aalto, Peter Axelsson, Jens Eriksen, Henrik Andersson, Bram Fernardin, Torsten Ost, Karina de Wit, Lotte Jonathans, Anja Weber, Catrine Bengtsson) | VfB Friedrichshafen (Niels Christian Kaldau, Lars Paaske, Björn Siegemund, Ingo Kindervater, Dennis Lens, Michael Fuchs, Peter Weinert, Falko Schmidt, Xu Huaiwen, Nicol Pitro, Claudia Vogelgsang, Bettina Mayer) | FC Langenfeld (Björn Joppien, Przemysław Wacha, Mike Joppien, Wouter Claes, Andreas Wölk, Matthias Bilo, Johannes Bilo, Manuel Andratschke, Stefanie Müller, Kathrin Piotrowski, Aileen Rößler, Isabelle Althof) |
| 2003/2004 | FC Langenfeld (Mike Joppien, Aileen Rößler, Thorsten Hukriede, Kathrin Piotrowski, Stefanie Müller, Björn Joppien, Przemysław Wacha, Matthias Bilo, Andreas Wölk) | 1. BC Beuel (Xie Yangchun, Ian Maywald, Birgit Overzier, Olaf Schulz-Holstege, Petra Overzier, Marc Zwiebler, Anthony Clark, Marc Hannes) | 1. BC Bischmisheim (Janine Göbbel, Natascha Thome, Colin Haughton, Joachim Tesche, Michael Keck, Carola Bott, Carina Mette, Thomas Tesche, Kristof Hopp, Xu Huaiwen, Michael Fuchs, Nikhil Kanetkar) | TuS Wiebelskirchen (Benjamin Woll, Uwe Ossenbrink, Michaela Peiffer, Elena Nozdran, Roman Spitko, Ingo Kindervater, Marcel Reuter, Jochen Cassel) |
| 2004/2005 | 1. BC Beuel (Marc Hannes, Marc Zwiebler, Ian Maywald, Anthony Clark, Xie Yangchun, Petra Overzier, Birgit Overzier) | SG EBT Berlin (Xuan Chuan, Robert Blair, Conrad Hückstädt, Kasperi Salo, Christian Haustveit, Tim Dettmann, Fabian Zilm, Nicole Grether, Joanne Nicholas) | FC Langenfeld (Mike Joppien, Björn Joppien, Andreas Wölk, Przemysław Wacha, Thorsten Hukriede, Kathrin Piotrowski, Stefanie Müller) | 1. BC Bischmisheim (Kristof Hopp, Michael Fuchs, Eric Pang, Michael Keck, Thomas Tesche, Joachim Tesche, Nikhil Kanetkar, Xu Huaiwen, Carina Mette) |
| 2005/2006 | 1. BC Bischmisheim (Eric Pang, Leonard Holvy de Pauw, Kristof Hopp, Michael Fuchs, Ville Lång, Thomas Tesche, Joachim Tesche, Kathrin Piotrowski, Xu Huaiwen) | SG EBT Berlin (Xuan Chuan, Robert Blair, Tim Dettmann, Fredrik Bergström, Conrad Hückstädt, Kasperi Salo, Nicole Grether, Juliane Schenk) | 1. BC Beuel (Ian Maywald, Wu Yunyong, Ingo Kindervater, Marc Hannes, Marc Zwiebler, John Gordon, Petra Overzier, Birgit Overzier) | FC Langenfeld (Björn Joppien, Przemysław Wacha, Andreas Wölk, Mike Joppien, Thorsten Hukriede, Tim Fillbrunn, Torsten Wölk, Kamila Augustyn, Carina Mette, Anja Fillbrunn, Eileen Antwerpes) |
| 2006/2007 | 1. BC Bischmisheim (Kristof Hopp, Michael Fuchs, Jochen Cassel, Thomas Tesche, Vladislav Druzhchenko, Xu Huaiwen, Kathrin Piotrowski) | FC Langenfeld (Przemysław Wacha, Björn Joppien, Mike Joppien, Thorsten Hukriede, Andreas Wölk, Nadieżda Kostiuczyk, Kamila Augustyn, Carola Bott, Fabienne Deprez, Heidemarie Deprez) | 1. BC Beuel (Ian Maywald, Wu Yunyong, Ingo Kindervater, Marc Hannes, Marc Zwiebler, Christoph Clarenbach, Tommy Allroggen, Petra Overzier, Birgit Overzier, Mareike Busch, Jessica Willems) | SG EBT Berlin (Xuan Chuan, Conrad Hückstädt, Dieter Domke, Michał Łogosz, Tim Dettmann, Johannes Schöttler, Karsten Lehmann, Johannes Szilagyi, Juliane Schenk, Nicole Grether, Joanne Nicholas, Janet Köhler) |
| 2007/2008 | 1. BC Bischmisheim (Jochen Cassel, Vladislav Druzhchenko, Michael Fuchs, Kristof Hopp, Kęstutis Navickas, Marcel Reuter, Roman Spitko, Thomas Tesche, Xu Huaiwen, Johanna Persson) | 1. BC Beuel (Marc Hannes, Ingo Kindervater, Ville Lång, Wu Yunyong, Marc Zwiebler, Elizabeth Cann, Birgit Overzier) | SG EBT Berlin (Xuan Chuan, Tim Dettmann, Dieter Domke, Conrad Hückstädt, Karsten Lehmann, Michał Łogosz, Johannes Schöttler, Johannes Szilagyi, Nicole Grether, Janet Köhler, Joanne Nicholas, Juliane Schenk) | FC Langenfeld (Matthias Bilo, Björn Joppien, Mike Joppien, Thorsten Hukriede, Przemysław Wacha, Wang Xu Yang, Andreas Wölk, Torsten Wölk, Kamila Augustyn, Carola Bott, Fabienne Deprez, Ella Diehl) |
| 2008/2009 | 1. BC Bischmisheim (Jochen Cassel, Arvind Bhat, Michael Fuchs, Kristof Hopp, Kęstutis Navickas, Marcel Reuter, Roman Spitko, Thomas Tesche, Nikhil Kanetkar, Xu Huaiwen, Carola Bott, Anika Sietz) | SG EBT Berlin (Wong Choong Hann, Tim Dettmann, Dieter Domke, Chetan Anand, Vladislav Druzhchenko, Michał Łogosz, Eetu Heino, Johannes Szilagyi, Nicole Grether, Janet Köhler, Joanne Nicholas, Juliane Schenk) | FC Langenfeld (Przemysław Wacha, Björn Joppien, Andreas Wölk, Mike Joppien, Thorsten Hukriede, Zhang Hong, Philipp Wachenfeld, Torsten Wölk, Ella Diehl, Kathrin Wannhoff, Fabienne Deprez, Aileen Rößler) | 1. BC Beuel (Marc Zwiebler, Wen Yue, Ville Lång, Carl Baxter, Ingo Kindervater, Ian Maywald, Marc Hannes, Julien Gupta, Elizabeth Cann, Birgit Overzier, Mareike Busch, Inga Bude) |
| 2009/2010 | 1. BC Bischmisheim (Jochen Cassel, Dieter Domke, Michael Fuchs, Kristof Hopp, Kęstutis Navickas, Marcel Reuter, Johannes Schöttler, Roman Spitko, Philip Welker, Carola Bott, Olga Konon, Kristina Kreibich, Johanna Persson, Emma Wengberg) | 1. BC Beuel (Carl Baxter, Anthony Clark, Julien Gupta, Marc Hannes, Ingo Kindervater, Gerhard Malz, Ian Maywald, Rajiv Ouseph, Marc Zwiebler, Elizabeth Cann, Lisa Kaminski, Heather Olver, Birgit Overzier) | SG EBT Berlin (Chetan Anand, Arvind Bhat, Tim Dettmann, Eetu Heino, Karsten Lehmann, Michał Łogosz, Oliver Witte, Wong Choong Hann, Bastian Zimmermann, Josche Zurwonne, Lisa Deichgräber, Nicole Grether, Anne-Christin Reiter, Juliane Schenk) | SC Union 08 Lüdinghausen (Vladislav Druzhchenko, Kristian Karttunen, Endra Kurniawan, Kai Mitteldorf, Christoph Schnaase, Jan Sören Schulz, Yuhan Tan, Hendrik Westermeyer, Janina Christensen, Carina Mette, Karin Schnaase, Laura Ufermann) |
| 2010/2011 | SG EBT Berlin (Juliane Schenk, Nicole Grether, Anne-Christin Reiter, Lisa Deichgräber; Wong Choong Hann, Chetan Anand, Arvind Bhat, Eetu Heino, Tim Dettmann, Bastian Zimmermann, Karsten Lehmann, Oliver Witte, Robert Blair, Kenneth Jonassen) | 1. BC Beuel (Birgit Michels, Elizabeth Cann, Heather Olver, Lisa Kaminski; Anthony Clark, Rajiv Ouseph, Marc Zwiebler, Ingo Kindervater, Carl Baxter, Marc Hannes, Julien Gupta) | 1. BC Bischmisheim (Dieter Domke, Marcel Reuter, Kristof Hopp, Michael Fuchs, Johannes Schöttler, Philip Welker, Olga Konon, Emma Wengberg, Johanna Persson) | - |
| 2011/2012 | SG EBT Berlin (Juliane Schenk, Anne-Christin Reiter, Lotte Jonathans, Karoliine Hõim; Wong Choong Hann, Chetan Anand, Eetu Heino, Tim Dettmann, Bastian Zimmermann, Karsten Lehmann, Robert Blair, Kenneth Jonassen, Sven Eric Kastens, Chow Pak Chuu) | 1. BC Bischmisheim (Olga Konon, Emma Wengberg, Lisa Heidenreich; Dieter Domke, Marcel Reuter, Kristof Hopp, Michael Fuchs, Johannes Schöttler, Lukas Schmidt, Dominic Becker) | 1. BC Beuel (Birgit Michels, Heather Olver, Hannah Pohl, Regina Zsófia Zsigmond; Anthony Clark, Rajiv Ouseph, Marc Zwiebler, Ingo Kindervater, Marc Hannes, Andre Kurniawan Tedjono) | - |
| 2012/2013 | SG EBT Berlin Juliane Schenk, Anne-Christin Reiter, Lotte Jonathans, Karoliine Hõim, Nicole Grether, Wong Choong Hann, Chetan Anand, Bastian Zimmermann, Karsten Lehmann, Robert Blair, Kenneth Jonassen, Sven Eric Kastens, Chow Pak Chuu, Kęstutis Navickas, Jacco Arends, Tan Bin Shen | 1. BC Bischmisheim Olga Konon, Emma Wengberg, Lisa Heidenreich, Dieter Domke, Marcel Reuter, Kristof Hopp, Michael Fuchs, Johannes Schöttler, Lukas Schmidt, Dominic Becker | 1. BV Mülheim Johanna Goliszewski, Petra Reichel, Katharina Altenbeck, Judith Meulendijks, Alexander Roovers, Dharma Gunawi, Marcus Ellis, Gregory Schneider, Steffen Hohenberg, Jorrit de Ruiter, Dmytro Zavadsky | - |
| 2013/2014 | SC Union 08 Lüdinghausen Karin Schnaase, Selena Piek, Alexandra Langley, Vanessa Kiehl, Andre Kurniawan Tedjono, Yuhan Tan, Nick Fransman, Ruud Bosch, Josche Zurwonne, Thomas Bölke | 1. BV Mülheim Judith Meulendijks, Johanna Goliszewski, Petra Reichel, Michaela Peiffer, Dmytro Zavadsky, Marcus Ellis, Jorrit de Ruiter, Alexander Roovers, Christopher Skrzeba, David Peng | 1. BC Beuel Luise Heim, Eva Janssens, Lisa Kaminski, Birgit Michels, Hannah Pohl, Lauren Smith, Andreas Heinz, Chan Kwong Beng, Ingo Kindervater, Erik Meijs, Max Weißkirchen, Marc Zwiebler | - |
| 2014/2015 | 1. BC Bischmisheim (Samantha Barning, Eefje Muskens, Olga Konon, Lara Käpplein, Marc Zwiebler, Dieter Domke, Michael Fuchs, Lukas Schmidt, Marcel Reuter, Johannes Schöttler, Marvin Seidel, Kristof Hopp) | 1. BV Mülheim (Judith Meulendijks, Johanna Goliszewski, Fontaine Chapman, Michaela Peiffer, Dmytro Zavadsky, Marcus Ellis, Jorrit de Ruiter, Alexander Roovers, Christopher Skrzeba, Steffen Hohenberg) | 1. BC Beuel (Luise Heim, Eva Janssens, Birgit Michels, Lauren Smith, Hannah Pohl, Andreas Heinz, Chan Yan Kit, Ingo Kindervater, Chris Langridge, Erik Meijs, Max Weißkirchen) | - |
| 2015/2016 | 1. BC Bischmisheim (Marc Zwiebler, Dieter Domke, Lukas Schmidt, Marcel Reuter, Michael Fuchs, Simon Wang, Marvin Seidel, Peter Käsbauer, Johannes Schöttler, Kristof Hopp, Olga Konon, Samantha Barning, Gayle Mahulette, Isabel Herttrich) | SC Union 08 Lüdinghausen (Andre Kurniawan Tedjono, Yuhan Tan, Nick Fransman, Josche Zurwonne, Ingo Kindervater, Matthew Nottingham, Ruud Bosch, Jan Kemper, Karin Schnaase, Eefje Muskens, Yvonne Li, Kira Kattenbeck, Mizuki Fujii) | TV Refrath (Fabian Roth, Richard Domke, Lars Schänzler, Max Schwenger, Sam Magee, Fabian Holzer, Denis Nyenhuis, Chloe Magee, Carla Nelte, Ya Lan Chang, Jennifer Karnott, Mette Stahlberg) | - |
| 2016/2017 | TV Refrath (Fabian Roth, Lars Schänzler, Sam Magee, Max Schwenger, Richard Domke, Fabian Holzer, Joshua Magee, Denis Nyenhuis, Giap Chin Goh, Mark Byerly, Kai Waldenberger, Carla Nelte, Chloe Magee, Jenny Karnott, Ya Lan Chang, Elin Svensson) | 1. BC Bischmisheim (Marc Zwiebler, Dieter Domke, Michael Fuchs, Peter Käsbauer, Simon Wang, Matthias Deininger, Marcel Reuter, Marvin Seidel, Kristof Hopp, Johannes Schöttler, Olga Konon, Samantha Barning, Isabel Herttrich, Cisita Joity Jansen, Nadia Fankhauser) | 1. BC Düren (Kai Schäfer, Mark Caljouw, Ruben Jille, Jelle Maas, Michael Pütz, Benedikt Weidner, Achim Decker, Lars Dick, Stephan Robertz, Rolf Pütz, Linda Zechiri, Mariya Ulitina, Cheryl Seinen, Staša Poznanović, Tanja Pütz, Lara Decker) | - |
| 2017/2018 | 1. BC Bischmisheim (Fabian Roth, Luka Wraber, Dieter Domke, Peter Käsbauer, Simon Wang, Marvin Seidel, Matthias Deininger, Marcel Reuter, Ruben Jille, Alen Roj, Michael Fuchs, Johannes Schöttler, Ingo Kindervater, Kristof Hopp, Natalia Perminova, Isabel Herttrich, Olga Konon, Cisita Joity Jansen, Nadia Fankhauser, Ann-Katrin Hippchen)                                                                                           | 1. BC Beuel (Marc Zwiebler, Erik Meijs, Max Weißkirchen, Lukas Resch, Asher Richardson, Akshay Dewalkar, Peter Briggs, Patrick Scheiel, Christopher Klauer, Lennart Konder, Luis Aniello La Rocca, Daniel Hess, Marvin Datko, Daniel Eschweiler, Sebastian Strödke, Luise Heim, Lauren Smith, Lisa Kaminski, Hannah Pohl, Birgit Michels, Anke Fastenau)                                                                           | TV Refrath (Lars Schänzler, Nhat Nguyen, Joshua Magee, Richard Domke, Sam Magee, Raphael Beck, Kai Waldenberger, Jan Colin Völker, Denis Nyenhuis, Max Schwenger, Chloe Magee, Carla Nelte, Elin Svensson, Anika Dörr, Runa Plützer, Paula Kick, Jennifer Karnott) | - |
| 2018/2019 | 1. BC Bischmisheim (Fabian Roth, Luka Wraber, Dieter Domke, Simon Wang, Peter Käsbauer, Marvin Seidel, Matthias Deininger, Marcel Reuter, Alen Roj, Ruben Jille, Patrick Scheiel, Michael Fuchs, Johannes Schöttler, Jonas Scheller, Luise Heim, Isabel Herttrich, Olga Roj, Cisita Joity Jansen, Franziska Volkmann, Ann-Katrin Hippchen)                                                                                                 | TV Refrath (Nhat Nguyen, Lars Schänzler, Joshua Magee, Christopher Klauer, Sam Magee, Jan Colin Völker, Max Schwenger, Raphael Beck, Denis Nyenhuis, Richard Domke, Mark Byerly, Heinz Kelzenberg, Chloe Magee, Carla Nelte, Vivien Sándorházi, Anika Dörr, Jennifer Karnott, Paula Kick, Runa Plützer, Janice Kaulitzky) | 1. BV Mülheim (Alexander Roovers, Niluka Karunaratne, Dmytro Zavadsky, René Rother, Christopher Skrzeba, Pasquale Czeckay, Tom Wolfenden, Adam Hall, Konstantin Abramov, Jonathan Rathke, Martin Kretzschmar, Shinan Han, Julian Kroll, Julian Horn, Luca Folgmann, Johanna Goliszewski, Gayle Mahulette, Lara Käpplein, Judith Meulendijks, Katharina Altenbeck, Judith Petrikowski, Jule Petrikowski, Joyce Grimm) | - |
| 2019/2020 | 1. BC Bischmisheim (kein Meister, Endstand nach 16 von 18 Spieltagen, vor Play-offs) (Fabian Roth, Luka Wraber, Daniel Nikolov, Dieter Domke, Simon Wang, Peter Käsbauer, Marvin Seidel, Matthias Deininger, Marcel Reuter, Alen Roj, Ruben Jille, Patrick Scheiel, Michael Fuchs, Johannes Schöttler, Jonas Scheller, Luise Heim, Isabel Herttrich, Olga Roj, Franziska Volkmann, Stine Küspert, Xu Wenfei, Ann-Katrin Hippchen)          | TV Refrath (Nhat Nguyen, Lars Schänzler, Christopher Klauer, Brian Holtschke, Sam Magee, Jan Colin Völker, Hauke Graalmann, Raphael Beck, Max Schwenger, Denis Nyenhuis, Richard Domke, Mark Byerly, Chloe Magee, Kilasu Ostermeyer, Ann-Kathrin Spöri, Anika Dörr, Carla Nyenhuis, Jennifer Karnott, Janice Kaulitzky, Iya Gordeyeva)                                                                                             | Blau-Weiss Wittorf (Chong Jee Han, Lucas Bednorsch, Sebastian Schöttler, Egor Kurdyukov, Nikolai Ukk, Paweł Pietryja, Bjarne Geiss, Vitaliy Durkin, Philipp Nebendahl, Sascha Holz, Sebastian Trautloff, Andreas Schlüter, Torge Bauer, Jan Collin Strehse, Vivien Sándorházi, Anastasiia Shapovalova, Nina Vislova, Victoria Williams, Lise Jaques, Manja Oldhaver, Carina Hingst, Petra Schlüter, Catrin Paulsen)  | - |
| 2020/2021 | 1. BC Bischmisheim (Matthias Deininger, Dieter Domke, Michael Fuchs, Ruben Jille, Peter Käsbauer, Daniel Nikolov, Johannes Pistorius, Marcel Reuter, Alen Roj, Fabian Roth, Patrick Scheiel, Jonas Scheller, Johannes Schöttler, Marvin Seidel, Luka Wraber, Katarina Galenić, Isabel Herttrich, Anna Jungmann, Stine Küspert, Alisa Rebmann, Priskila Siahaya, Franziska Volkmann, Xu Wenfei)                                             | 1. BC Wipperfeld (Felix Burestedt, Christopher Grimley, Matthew Grimley, Iikka Heino, Felix Höne, Samuel Hsiao, Jones Ralfy Jansen, Karim Krehemeier, Jens Lamsfuß, Mark Lamsfuß, Gregory Mairs, Adam Mendrek, Eric Pang, Florian Reinhold, Patryk Szymoniak, Chang Ya-lan, Cheng Wen-hsing, Cisita Joity Jansen, Kristin Kuuba, Jenny Moore, Jenny Nyström, Zuzanna Parysz, Miranda Wilson, Karolina Władzińska, Yao Jie)         | SC Union 08 Lüdinghausen (Max Weißkirchen, Aram Mahmoud, Nick Fransman, Roman Zirnwald, Josche Zurwonne, Jelle Maas, Ties van der Lecq, Robert James Blair, Zhang Hong, Jan Kemper, Robin Victor, Raphael Korbel, Christoph Schnaase, Yvonne Li, Linda Efler, Ciara Torrance, Eva Janssens, Kelly van Buiten, Karin Schnaase, Lena Seibert, Paula Jünemann, Hannah Schröder)                                         | TV Refrath (Nhat Nguyen, Lars Schänzler, Brian Holtschke, Kai Waldenberger, Christopher Klauer, Jan Colin Völker, Sam Magee, Raphael Beck, Denis Nyenhuis, Mark Byerly, Max Schwenger, Elias Beckmann, Bennet Peters, Corvin Schmitz, Ann-Kathrin Spöri, Kilasu Ostermeyer, Ella Alexandrowna Diehl, Leona Michalski, Carla Nyenhuis, Jennifer Karnott, Iya Gordeyeva, Janice Kaulitzky)                                                               |
| 2021/2022 | 1. BC Wipperfeld (Felix Burestedt, Christopher Grimley, Matthew Grimley, Iikka Heino, Samuel Hsiao, Jones Ralfy Jansen, Karim Krehemeier, Mark Lamsfuß, Gregory Mairs, Adam Mendrek, Eric Pang, Marvin Seidel, Aaron Sonnenschein, Timo Stoffelen, Patryk Szymoniak, Chang Ya-lan, Cheng Wen-hsing, Cisita Joity Jansen, Kristin Kuuba, Jenny Moore, Thuc Phuong Nguyen, Elina Sonnenschein, Miranda Wilson, Karolina Władzińska, Yao Jie) | 1. BC Bischmisheim (Mads Christophersen, Marvin Datko, Volker Eiber, Michael Fuchs, Ruben Jille, Peter Käsbauer, Daniel Nikolov, Johannes Pistorius, Marcel Reuter, Patrick Scheiel, Johannes Schöttler, Frederik Søgaard, Luka Wraber, Isabel Herttrich, Stine Küspert, Kim Schmidt, Priskila Siahaya, Franziska Volkmann) | SC Union 08 Lüdinghausen (Max Weißkirchen, Aram Mahmoud, Nick Fransman, Roman Zirnwald, Josche Zurwonne, Ties van der Lecq, Robert James Blair, Zhang Hong, Jan Kemper, Robin Victor, Raphael Korbel, Christoph Schnaase, Frederik Stegemann, Yvonne Li, Linda Efler, Eva Janssens, Kelly van Buiten, Karin Schnaase, Lena Seibert, Paula Jünemann, Hannah Schröder, Kira Kattenbeck)                                | SV Fun-Ball Dortelweil (Kai Schäfer, Luís Enrique Peñalver, Jonathan Dolan, Mads Thogersen, Mads Vestergaard, Mads Muurholm, Max Flynn, Emil Lauritzen, Mathias Bay Smidt, Sandro Kulla, Christian Dumler, Jonas Gölz, David Peng, Peter Lang, Thomas Legleitner, Iris Wang, Irina Amalie Andersen, Amalie Schulz, Julie MacPherson, Marie Louise Steffensen, Victoria Williams, Theresa Wurm, Malene Kaeseler, Xuan Giao-Tien Nguyen, Caroline Huang) |
| 2022/2023 | 1. BC Bischmisheim (Stine Küspert, Ruben Jille, Isabel Lohau, Daniel Nikolov, Priskila Siahaya, Linda Efler, Mads Christophersen, Johannes Pistorius, Julien Maio, Mark Caljouw, Frederik Søgaard, Marvin Datko, Peter Käsbauer, Kim Schmidt, Jérôme Pauquet) | 1. BC Wipperfeld (Kristin Kuuba, Jenny Moore, Gregory Mairs, Marvin Seidel, Jones Ralfy Jansen, Christopher Grimley, Iikka Heino, Felix Burestedt, Matthew Grimley, Adam Mendrek, Mark Lamsfuß, Line Kjærsfeldt, Samuel Hsiao, Antonia Schaller, Yao Jie, Aaron Sonnenschein, Kenneth Neumann, Elina Sonnenschein, Arnaud Merklé)                                                                                                  | TV Refrath (Adam Hall, Debora Jille, Fabian Roth, Jan Colin Völker, David Kim, Ann-Kathrin Spöri, Brian Holtschke, Leona Michalski, Max Schwenger, Malik Bourakkadi, Bennet Peters, Elias Beckmann, Raphael Beck, Florentine Schöffski, Eva Janssens) | SV Fun-Ball Dortelweil (Julie MacPherson, Kristian Kræmer, Yvonne Li, Iris Wang, Kai Schäfer, Mads Vestergaard, Emil Lauritzen, William Kryger Boe, Kian-Yu Oei, Mads Thogersen, Christian Faust Kjær, Emma Moszczynski, Luís Enrique Peñalver, Irina Amalie Andersen, Max Flynn) |
| 2023/2024 | SV Fun-Ball Dortelweil (Julie MacPherson, Iris Wang, Mads Vestergaard, Victor Svendsen, Christian Faust Kjaer, Emma Moszczynski, Yvonne Li, Kai Schäfer, Mads Thogersen, William Kryger Boe, Daniel Lundgaard, Calvin Lundsgaard Kvolbaek, Christo Popov, Alexander Dunn, Kian-Yu Oei, Irina Amalie Andersen, Mike Vestergaard, Luis Enrique Penalver)                                                                                     | 1. BC Wipperfeld (Jenny Mairs, Gregory Mairs, Matthew Grimley, Christopher Grimley, Felix Burestedt, Thuc Phuong Nguyen, Line Hojmark Kjaersfeldt, Arnaud Merklé, Lucia Rodriguez Garcia, Adam Mendrek, Antonia Schaller, Jones Ralfy Jansen, Iikka Heino, Kenneth Neumann, Samuel Hsiao, Kristin Kuuba, Aaron Sonnenschein, Mark Lamsfuß, Karolina Wladzinska, Alida Chen, Devi Yunita Indah Sari, Luis Pongratz, David Eckerlin) | 1. BC Bischmisheim (Marvin Seidel, Stine Küspert, Mads Christophersen, Isabel Lohau, Mark Caljouw, Ruben Jille, Marvin Datko, Priskila Siahaya, Daniel Nikolov, Linda Efler, Frederik Søgaard, Johannes Pistorius, Julien Maio, Jonas Scheller, Kim Schmidt, Peter Käsbauer, Cisita Joity Jansen) | SC Union 08 Lüdinghausen (Jaymie Lois Laurens, Ade Resky Dwicahyo, Aram Mahmoud, Ties van der Lecq, Brian Wassink, Nick Fransman, Johanna Käpplein, Josche Zurwonne, Lara Käpplein, Kelly van Buiten, Julien Carraggi, Christopher Klauer, Rachel Sugden, Annchristin Block, Leon Kaschura, Julika Block, Paula Jünemann, Alexander Becsh, Shreya Hochscheid, Karin Schnaase-Beermann)                                                                 |
| 2024/2025 | SV Fun-Ball Dortelweil (Victor Svendsen, Alexander Dunn, Christo Popov, Simon Krax, Mads Vestergaard, Kian-Yu Oei, Daniel Lundgaard, Christian Faust Kjaer, William Kryger Boe, Matthias Kicklitz, Kai Schäfer, Danial Iman Marzuan, Lasse Mølhede, Christian Dumler, Calvin Lundsgaard Kvolbaek, Anne Tran Quang Tu-Anh, Miu Lin Ngan, Julie MacPherson, Emma Moszczynski, Debora Jille, Zhang Beiwen, Yvonne Li)                         | Blau-Weiss Wittorf (Bjarne Geiss, Mathias Thyrri, Jonathan Dresp, Søren Toft Hansen, Philipp Nebendahl, Brandon Yap, Hauke Graalmann, Hans-Kristian Vittinghus, Patrick Volkmann, Andi Fadal Muhammad, Franziska Volkmann, Anna Siess Ryberg, Camilla Martens, Mette Werge) | 1. BC Wipperfeld (Matthew Grimley, Samuel Hsiao, Jones Ralfy Jansen, Iikka Heino, Léo van Gysel, David Eckerlin, Luis Pongratz, Gregory Mairs, Christopher Grimley, Felix Burestedt, Kenneth Neumann, Arnaud Merklé, Aaron Sonnenschein, Line Hojmark Kjaersfeldt, Antonia Schaller, Nhat Nguyen, Jenny Mairs, Lucia Rodriguez Garcia, Kristin Kuuba, Kajsa van Dalm, Thuc Phuong Nguyen)                            | 1. BC Bischmisheim (Marvin Seidel, Mark Caljouw, Marvin Datko, Mads Christophersen, Frederik Søgaard, Ruben Jille, Daniel Hess, William Villeger, Daniel Nikolov, Dmitriy Panarin, Julien Maio, Jérôme Pauquet, Jonas Scheller, Johannes Pistorius, Kim Schmidt, Linda Efler, Nuria Clowes, Lilou Schaffner, Julie Dawall Jakobsen, Rosy Oktavia Pancarasi, Isabel Lohau, Anja Strausak)                                                               |

## Meister-Statistik
Stand: 3. August 2025
| Anzahl der Titel | Verein                      |
| ---------------- | --------------------------- |
| 13               | 1. BV Mülheim               |
| 11               | 1. BC Bischmisheim          |
| 6                | 1. DBC Bonn                 |
| 6                | SC Bayer 05 Uerdingen       |
| 5                | MTV München von 1879        |
| 4                | BC Eintracht Südring Berlin |
| 3                | TV Mainz-Zahlbach           |
| 3                | 1. BC Beuel                 |
| 3                | SG EBT Berlin               |
| 2                | TuS Wiebelskirchen          |
| 2                | FC Langenfeld               |
| 2                | SV Fun-Ball Dortelweil      |
| 1                | STC Blau-Weiß Solingen      |
| 1                | VfB Lübeck                  |
| 1                | OSC 04 Rheinhausen          |
| 1                | SV Fortuna Regensburg       |
| 1                | SSV Heiligenwald            |
| 1                | SC Union 08 Lüdinghausen    |
| 1                | TV Refrath                  |
| 1                | 1. BC Wipperfeld            |